# Amy Farrah Fowler
Amy Farrah Fowler, spelad av Mayim Bialik, är en av huvudpersonerna i sitcomserien The Big Bang Theory. Hon har doktorerat i neurobiologi.
Från och med säsong 5 är hon flickvän till Sheldon Cooper (Jim Parsons). Han friade till henne i sista avsnittet av säsong 10.
Penny (Kaley Cuoco) och Bernadette Rostenkowski (Melissa Rauch) är hennes vänner.